# وادي القمم العشر

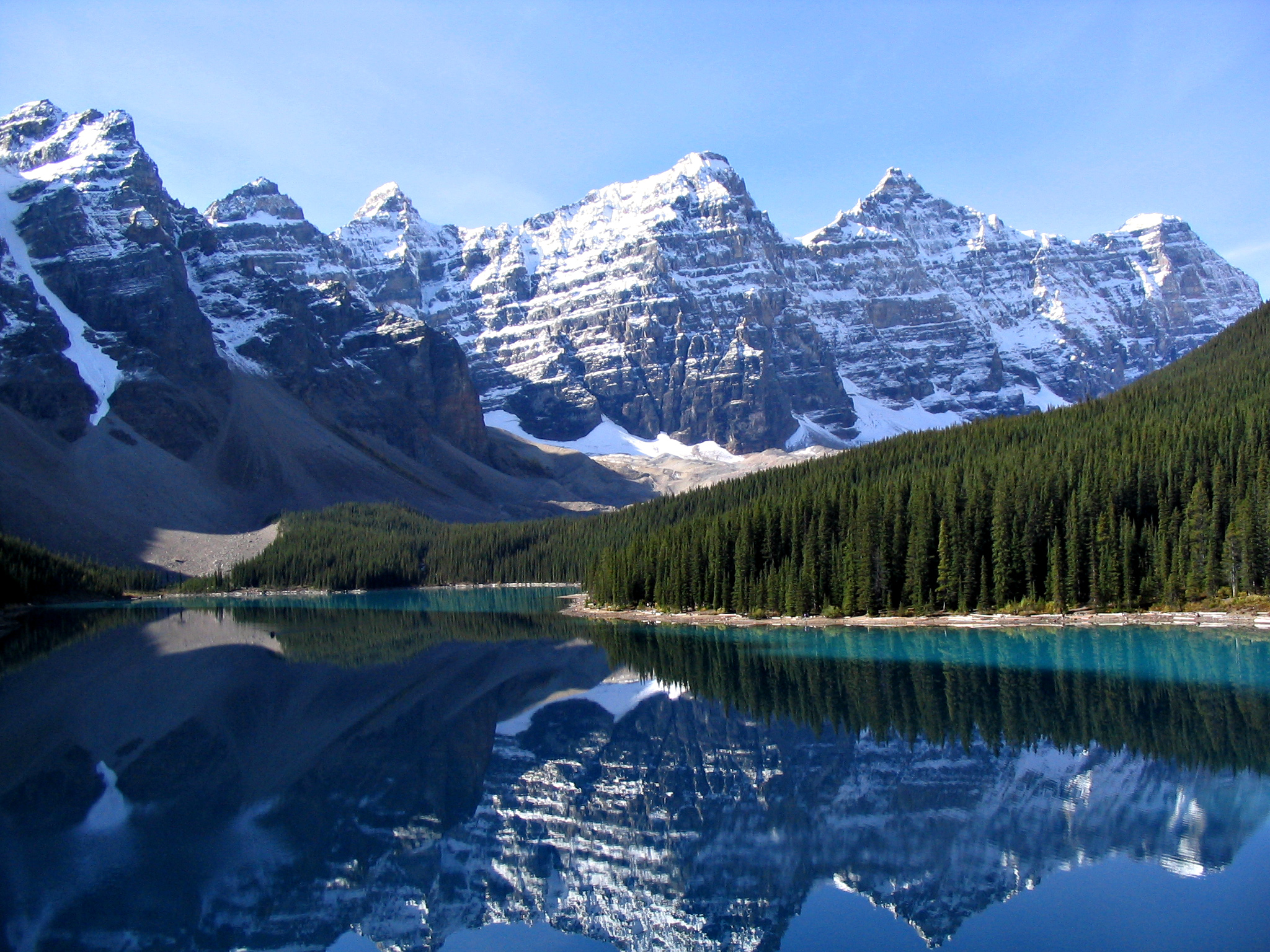
صورة لبعض القمم العشرة في بحيرة مورين.

وادي القمم العشرة وهو وادي موجود في منتزه بانف الوطني في ألبرتا في كندا وتتواجد هُناك بحيرة مورين ويقع بالقرب من بحيرة لويزي وألذي سماها بهذا الاسم هو سامويل ألين.